# Vallesaurus
Genre
Vallesaurus est un genre fossile d'Archosauromorphes de la famille des Drepanosauridae du Trias supérieur.

## Historique
D'abord trouvé dans le nord de l'Italie en 1975, c'est l'un des drépanosauridés les plus primitifs.
Le premier spécimen de Vallesaurus cenensis, MCSNB 4751, trouvé en 1975 par le personnel du Musée d'histoire naturelle Enrico Caffi (en) (Bergame, Italie), a été transmis au paléontologue allemand Rupert Wild (de) pour description en lui demandant de nommer le genre Vallesaurus en l'honneur du professeur Valle, ancien directeur du musée. Toutefois Wild n'a fait que mentionner ce genre dans sa publication de 1991 mais sans en faire de description formelle et sans fournir d' holotype. Ce sont par conséquent Renesto et Binelli qui en deviennent les auteurs officiels en 2006 avec leur publication.
L'espèce, d'autre part, a été nommée d'après une municipalité locale appelée Cene voisine du site où le fossile a été excavé. 

## Liste des espèces
Selon GBIF (2 novembre 2024) :
- † Vallesaurus cenensis Renesto & Binelli, 2006 - espèce type
- † Vallesaurus zorzinensis Renesto et al., 2010

## Systématique
Le nom valide complet (avec auteur) de ce taxon est Vallesaurus Renesto (d) & Binelli (d), 2006,.

### Publication originale
- (en) Silvio Renesto et Giorgio Binelli, « Vallesaurus cenensis Wild, 1991, a Drepanosaurid (Reptilia, Diapsida) from the Late Triassic of Northern Italy », Rivista Italiana di Paleontologia e Stratigrafia, Italie, vol. 112, no 1,‎ avril 2006, p. 77-94 (ISSN 0035-6883, e-ISSN 2039-4942, lire en ligne, consulté le 2 novembre 2024).